# Kristijan Dobrew
Kristijan Stefanow Dobrew (bułg. Кристиян Стефанов Добрев, ur. 23 września 1978 w Sofii) – bułgarski piłkarz występujący na pozycji obrońcy.

## Kariera klubowa
Jego pierwszym klubem był Lokomotiw Sofia. Po dwóch latach gry został oddany do Metalurgu Pernik, gdzie przez pół roku zagrał 6 meczów. Następnie przeszedł do Nafteksu Burgas, gdzie wystąpił w 8 spotkaniach. Jego kolejnym klubem była Dobrudża Dobricz, gdzie w ciągu roku rozegrał 24 mecze i zdobył 5 bramek. Po udanym sezonie został wykupiony przez Czerno More 1913 Warna, gdzie grał przez 3 lata. W pierwszym sezonie rozegrał 25 meczów, tak samo jak w trzecim, lecz najlepszy w jego wykonaniu był sezon 2001/2002, kiedy to w 21 spotkaniach zdobył aż 10 goli. Następnie wrócił do Lokomotiwu. Przez 3,5 roku zdążył wystąpić w 90 meczach i zdobyć 12 bramek. Na początku 2007 roku podpisał kontrakt z Lechem Poznań. W połowie tamtego roku wrócił do Lokomotiwu.